# Mashiur Rahman
Mashiur Rahman (1924–1979), também conhecido como Mashiur Rahman Jadu Mia, foi um ministro sênior com posição e status de um primeiro-ministro a cargo do Ministério das Ferrovias, Estradas e Rodovias do Bangladesh de 29 de junho de 1978 a 12 de março de 1979.
Foi fundamental na fundação do Partido Nacionalista de Bangladesh.  O cargo de primeiro-ministro de Bangladesh foi abolido em 15 de agosto de 1975, como consequência do assassinato de Sheikh Mujibur Rahman naquele ano, encerrando o governo de Muhammad Mansur Ali.
Após a ascensão ao poder de Ziaur Rahman, que se tornou o sétimo presidente de Bangladesh em 21 de abril de 1977, o sistema ministerial foi restabelecido, e Mashiur Rahman atuaria como Ministro-Chefe a partir de junho de 1978. Estava previsto para nomeá-lo primeiro-ministro, mas após sua morte repentina em 12 de março de 1979, Shah Azizur Rahman foi nomeado para o cargo em 15 de abril de 1979. 